# Ungod (hudební skupina)
Ungod je německá black metalová kapela z města Gochsheim v Bavorska založená roku 1991. V letech 2002–2008 byla neaktivní.
Debutní studiové album se zrodilo v roce 1993 a nese název Circle of the Seven Infernal Pacts.

## Diskografie

### Dema
- Magicus Tallis Damnatio (1992)
- Promo 1995 (1995)

### Studiová alba
- Circle of the Seven Infernal Pacts (1993)
- Cloaked in Eternal Darkness (2011)

### EP
- În numele Metalului Est-European (2010)
- Ungod (2009)

### Kompilace
- Conquering What Once Was Ours (1995)
- Chaos, Conquest & Defiance (2012)

+ několik split nahrávek